# IMac
Ez a szócikk nem egy konkrét iMac számítógépről szól, hanem az iMac nevet viselt és viselő számítógépekről.
Az iMac az Apple egybeépített asztali számítógépe. Az 1998. május 6-i bemutató óta az Apple számítógép-kínálatának meghatározó eleme. A 2021 áprilisában bemutatott első Apple processzoros iMackel együtt 59 számítógép kapta az iMac nevet. Az iMaceket az Apple nem sorolja generációkba, verziókba, ezek a rendszerezések önkényesek, bár általánosan elfogadottak. Az iMac előretelepített macOS operációs rendszert használ, a Terminal alkalmazással elérhető a Unix alapú belső rendszere. Segédalkalmazás használatával más operációs rendszer, így a Windows is telepíthető és futtatható az iMacen. Az Apple az iMacet otthoni és üzleti használatra ajánlja. Az iMac – az Apple többi Macintosh számítógépéhez hasonlóan 2020-2021-ben Intel processzor helyett Apple processzort kapott. Az Apple utoljára a 24 inches iMacet frissítette 2023. október 30-án.

## Az iMac név története
Ken Segall az Apple hirdetéseit kezelő Los angelesi TBWA Chiat/Day reklámügynökség vezető alkalmazottja volt 1988-ban, korábban egy New York-i ügynökségnél dolgozott, többek közt Jobs NeXT cégének. Könyvében írtak szerint Jobs őt és néhány kollégáját hívta meg, hogy megmutassák neki az iMacet. A látvány sokkolta őket, az iMac gyökeresen szakított a számítógépek, de még az Apple gépeinek megszokott látványával.
Jobs elmondta, hogy a gépet MacMan néven emlegetik, amely erősen utal az akkor nagyon népszerű Sony Walkman nevére, illetve a PacMan játékra. Segall az iMac nevet javasolta, amely eleinte nem tetszett Jobsnak. De megtörtént, ami többször is, Jobsnak megtetszett az elnevezés, amelyről hamarosan úgy vélekedett, mint sajátjáról. Segall könyvében azt állítja, az i betű az Internetre utalt a névben.
Az i más magyarázat szerint az individuality (egyéniség) vagy az innováció rövidítése Jobsnak, így az Apple-nek később annyira megtetszett az egyébként nagy sikert arató i kezdés, hogy az iPod, iPhone, iPad, iBook (a későbbi MacBook) szintén i betűvel kezdődő nevet kapott. Sőt, Jobs egy ideig átmeneti, interim vezetője volt az Apple-nek, és az iCEO megnevezést használta.

## iMacek számítógépek az időben
| iMac számítógépek idővonalon |
| --- |
| A grafikon utoljára 2023. december 27-én frissült. A színkódok az iMac processzoraira utalnak, minden processzorhoz tartozó színnek van egy sötétebb változata is, az egymást követő gépek megkülönböztetéséhez. A színek kezdete a bemutató időpontja, a forgalmazás több esetben is hónapokkal később kezdődött. Megeshet, hogy egy csík végét kitakarja egy másik csík eleje. Előfordul, hogy a gyártás befejezését követően még egy ideig forgalomban marad az iMac adott verziója. A piros vonalak a processzor váltást jelzik. Az eMac az iMac G3 oktatási klónja, ezért szerepel a grafikonon. Az egyes eszközök technikai paraméterei az Apple adatlapjairól valók. Az ott meg nem található adatok forrása a MacTracker alkalmazás. |

## iMac összefoglaló táblázat
| Kijelző                                    | Processzor                        | Háttértár                                              | Érintett OS verzió(k)             | Bejelentés                        | Gyártás vége                      | Az iMac képe |
| ------------------------------------------ | --------------------------------- | ------------------------------------------------------ | --------------------------------- | --------------------------------- | --------------------------------- | --- |
| iMac G3                                    | iMac G3                           | iMac G3                                                | iMac G3                           | iMac G3                           | iMac G3                           | A képen a tálcás iMac látható. A nevét a kijelző alatt látható, nyomásra kijövő CD, később DVD tartóról kapta. Később egy por-védett rés került az iMacbe, amin át a CD/DVD betolható volt az iMacbe, amit az iMac érzékelt és behúzott. A beragadt CD/DVD-k fizikai kiadatása egy kiegyenesített gemkapoccsal lehetséges, az Apple által e célra megalkotott lyukon át. Ez volt az első Apple eszköz, amikor a felhasználók számára a szín fontosabb volt, mint a technikai tartalom. |
| 15″ (de ebből csak 13.8″ volt látható) CRT | PowerPC G3                        | 4GB – 60GB HDD                                         | 8.1, 8.5, 8.6, 9.0, 9.1 és 10.0   | 1998. augusztus 15.               | 2003. március                     | A képen a tálcás iMac látható. A nevét a kijelző alatt látható, nyomásra kijövő CD, később DVD tartóról kapta. Később egy por-védett rés került az iMacbe, amin át a CD/DVD betolható volt az iMacbe, amit az iMac érzékelt és behúzott. A beragadt CD/DVD-k fizikai kiadatása egy kiegyenesített gemkapoccsal lehetséges, az Apple által e célra megalkotott lyukon át. Ez volt az első Apple eszköz, amikor a felhasználók számára a szín fontosabb volt, mint a technikai tartalom. |
| iMac G4                                    | iMac G4                           | iMac G4                                                | iMac G4                           | iMac G4                           | iMac G4                           | iMac G4. Hivatalosan a napraforgó nevet kapta, de sokan bólogatós-nak nevezték. Az elnevezés a bemutató reklámfilmje miatt kapta. A kijelző-tartó évtizedes használat után is jól működött, nem csuklott össze. |
| 15″, 17″ és 20″ LCD                        | PowerPC G4                        | 40GB – 100GB HDD                                       | 9.2, 10.1, 10.2, 10.3             | 2002. január 7                    | 2006. március                     | iMac G4. Hivatalosan a napraforgó nevet kapta, de sokan bólogatós-nak nevezték. Az elnevezés a bemutató reklámfilmje miatt kapta. A kijelző-tartó évtizedes használat után is jól működött, nem csuklott össze. |
| iMac G5                                    | iMac G5                           | iMac G5                                                | iMac G5                           | iMac G5                           | iMac G5                           | iMac G5. Ezzel a verzióval nyeri el máig megőrzött külsejét az iMac. A bevezető kampány szlogenje a De hová tűnt a számítógép? volt. S valóban, sokan keresték az asztal alatt a számítógépet, amit az Apple a kijelző mögé rejtett el. |
| 17″ és 20″ LCD                             | PowerPC G5                        | 40GB – 500GB HDD                                       | 10.3, 10.4                        | 2004. augusztus 1.                | 2006. március                     | iMac G5. Ezzel a verzióval nyeri el máig megőrzött külsejét az iMac. A bevezető kampány szlogenje a De hová tűnt a számítógép? volt. S valóban, sokan keresték az asztal alatt a számítógépet, amit az Apple a kijelző mögé rejtett el. |
| Intel iMac (fehér)                         | Intel iMac (fehér)                | Intel iMac (fehér)                                     | Intel iMac (fehér)                | Intel iMac (fehér)                | Intel iMac (fehér)                | Polycarbonate iMac. |
| 17″, 20″ és 24″ LCD                        | Intel Core Duo / Core 2 Duo       | 80GB - 750GB HDD                                       | 10.4                              | 2006. január 10.                  | 2007. augusztus                   | Polycarbonate iMac. |
| Alumínium iMac                             | Alumínium iMac                    | Alumínium iMac                                         | Alumínium iMac                    | Alumínium iMac                    | Alumínium iMac                    | Aluminium iMac. |
| 20″ és 24″ LCD                             | Core 2 Duo                        | 250GB – 1TB HDD                                        | 10.4, 10.5, 10.6                  | 2007. augusztus 7.                | 2009. október                     | Aluminium iMac. |
| Unibody iMac                               | Unibody iMac                      | Unibody iMac                                           | Unibody iMac                      | Unibody iMac                      | Unibody iMac                      | Unibody iMac. |
| 21,5″ és 27″ LED-LCD                       | Core 2 Duo, i3, i5 és i7          | 500GB - 2TB HDD, 256GB SSD                             | 10.6, 10.7, 10.8                  | 2009. október 20.                 | 2012. október                     | Unibody iMac. |
| Slim unibody iMac                          | Slim unibody iMac                 | Slim unibody iMac                                      | Slim unibody iMac                 | Slim unibody iMac                 | Slim unibody iMac                 | Slim edge unibody iMac. |
| 21,5″ és 27″ LED-LCD                       | i5 és i7                          | 1TB - 3TB HDD, 1TB - 3TB Fusion Drive, 256GB - 1TB SSD | 10.8 – 110.                       | 2012. november 30.                | 2015. október 13.                 | Slim edge unibody iMac. |
| Retina iMac                                | Retina iMac                       | Retina iMac                                            | Retina iMac                       | Retina iMac                       | Retina iMac                       | Retina iMac. |
| 21,5″ és 27″ LED-LCD                       | i3, i5, i7 és i9                  | 1TB - 3TB HDD, 1TB - 3TB Fusion Drive, 256GB - 2TB SSD | 10.10 – 11.x                      | 2015. október 13.                 | 2021. április 20.                 | Retina iMac. |
| Apple Silicon (processzoros) iMac          | Apple Silicon (processzoros) iMac | Apple Silicon (processzoros) iMac                      | Apple Silicon (processzoros) iMac | Apple Silicon (processzoros) iMac | Apple Silicon (processzoros) iMac | iMac M1 processzorral |
| 24″ LED-LCD                                | Apple M1, M3                      | 256GB - 2TB SSD                                        | mac OS 11.x                       | 2021. április 20.                 |                                   | iMac M1 processzorral |

## Az iMac számítógépek története

### iMac G3 (1998. – 2002. január)
Az 1998 májusában bejelentett és augusztusban leszállított iMac lett az Apple megújulásának egyik fordulópontja. Az olcsó fogyasztói piacra szánt, az internet fontosságát elismerő iMac az 1984-ben bemutatott Macintosh 128k után az Apple egyik legeredetibb, legsikeresebb számítógépe lett. A hasonlóság érzést az Apple azzal is erősítette, hogy az iMac hivatalos sajtófotóin ugyanaz a "Hello" felirat volt az iMac kijelzőn, mint egykor a Macintoshén.

#### iMac

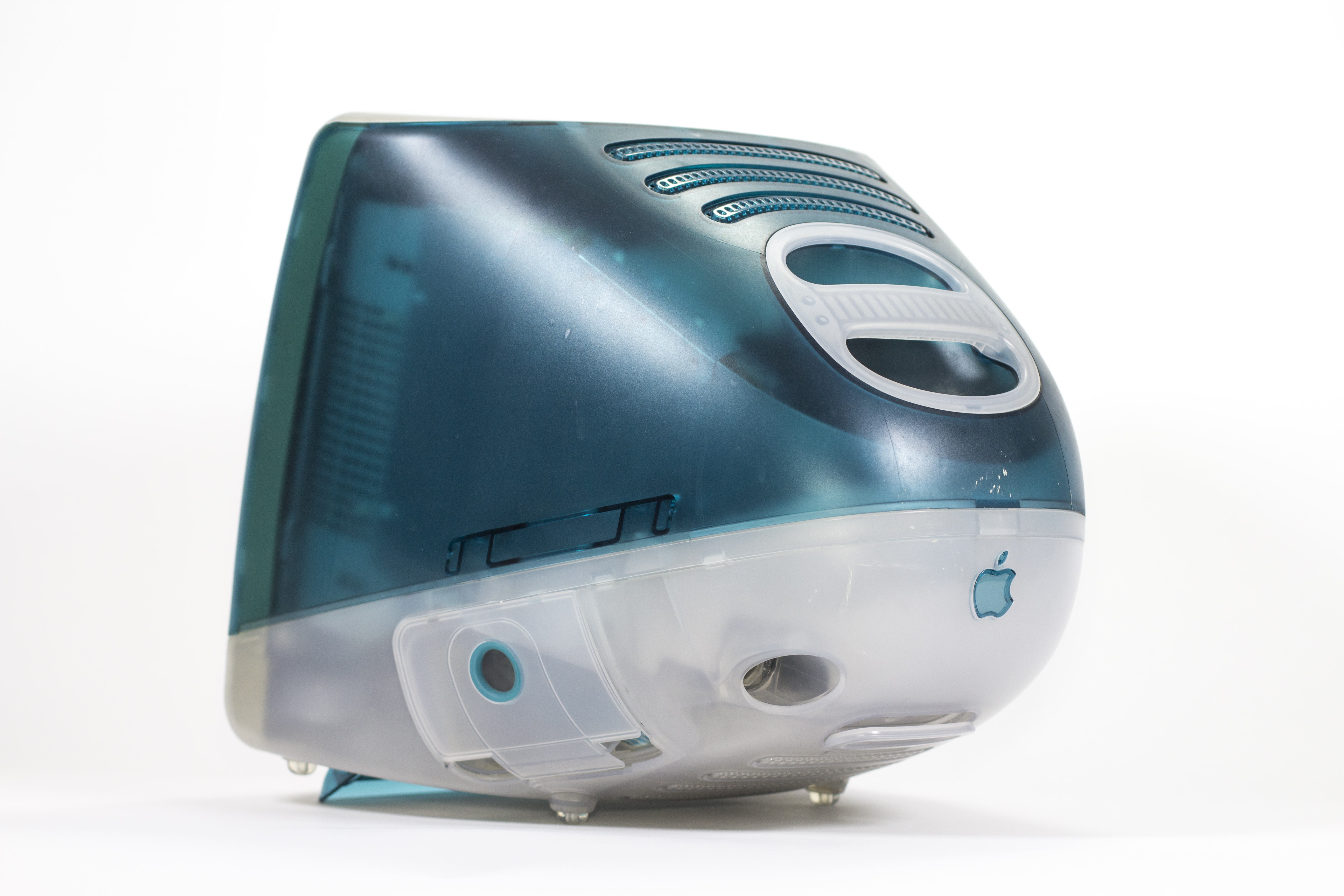
A képen az iMac G3 Blondi Blue. A gép hátán a fehér fogó, amivel a 18kg súlyú iMac biztonságosan megemelhető volt. A fehéres részen, az Apple logótól balra a tápkábel csatlakozási pontja mélyed be. Teljesen baloldalon, kék karika füllel volt nyitható a csatlakozókat rejtő rekesz, a karikán át kivezetve a kábeleket az ajtó zárható volt. Az iMac hátán és alján a levegőáramlást biztosító rácsozat látható.

Az iMac szakított a bézs, téglatest külsővel, tojásdad formáját lekerekített élek zárták, fém lemezek helyett áttetsző, színes műanyagházat kapott. A színe Bondi Blue     .
Az iMac 4Mb/s IrDA portot, belső 56Kb/s modemet (a bejelentés még csak 33,6Kb/s-ról szólt) – a modem volt az Internet kapcsolat eszköze és két 12Mb/s USB-t kínált. Ez utóbbi szintén újdonság volt, a periféria gyártók eszközei nem kínáltak USB kapcsolatot, de az Apple kérésére az iMac bejelentése és forgalomba kerülése között ezt sok gyártó bepótolta.
Az iMac volt az első gép, amelyhez azonos színű billentyűzetet és egeret kapott a felhasználó. Az egér, amely korong alakú volt, nehezen volt használható, nem illeszkedett a tenyérbe, nem lehetett érzékelni, hogy milyen irányban áll. Ezért, vagy ennek ellenére pogácsa, hokikorong becenéven illették.
Az iMac dizájnját Jony Ive tervezte.
Az iMac sikeréhez hozzájárult, hogy a dobozából kivéve azonnal használható volt. Az Apple reklámfilmet is forgatott Nincs 3. lépés! címmel. A Jeff Goldblum narrálta hirdetésben látjuk, hogy az elektromos hálózathoz csatlakoztatjuk a gépet, ez az első lépés. A telefonvonalhoz történő csatlakoztatás következett – a modemes Internet elérésnek ez volt a népszerű módja –, ez volt a második lépés. És nem volt szükség másra, az iMac azonnal használható volt.

#### iMac (5 szín)

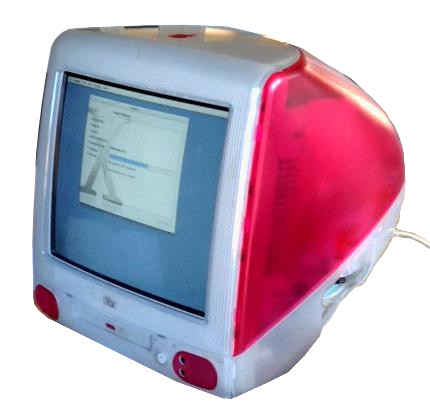
A képen az 1999 januárjában bemutatott iMac látható, az öt szín közül az eper színű. A kijelző alatti részen volt a CD tartó, amely finomabb nyomásra jött elő a gépből, ebbe kellett a CD-t behelyezni, majd visszatolni, amíg az elektronika nem érzékelte és húzta be teljesen a tálcát.

Az 1999 januárjában bejelentett iMac (5 flavors) frissítés öt káprázatos új színben érkezett: áfonya     , eper     , lime     , mandarin      és szőlő     .

#### iMac, iMacDV és iMacDVSE (Slot Loading)
Az 1999 októberében bejelentett iMac (pontosan: iMac, iMac DV és iMac DV SE) az Apple új termékstratégiájában az olcsó, belépő számítógépet jelentette. Ebbe az iMacbe már 64MB memória került, gyorsabb processzort kapott, erősebb lett a grafikai alrendszer, továbbfejlesztették a hangszórórendszert. A DV a DVD-olvasót, a DV+ írót jelent. Az SE (Special Edition – különleges verzió) erősebb és drágább volt, mint az öt társa, a műanyagház felső része sötét színű     , de teljesen átlátszó volt. 2001. április 19-én az Apple értékesíti az ötmilliomodik iMacet.

#### iMac, iMacDV, iMacDV+ és iMacDVSE (2000 Summer)
Az iMac következő verziója (2000. nyár) volt a legalacsonyabb árú iMac. Lényegében az iMac 1999. októberi verziójának újbóli kiadása volt, de alacsonyabb áron, viszont AirPort hely nélkül. Az AirPort hely az AirPort kártya befogadására volt alkalmas, amely wifi képességgel bővítette az iMac tudását. Az egyes változatokat eltérő színek jelezték. Az iMac (2000. nyár) ára 799 dollár volt. Indigóban      volt elérhető, 64MB RAM-mal és 56Kb/s modemmel és az Apple új Pro egérével és Pro billentyűzetével. Az iMac DV (2000. nyár) DVD-ROM helyett CD-ROM meghajtóval, 64MB RAM-mal, 56Kb/s-os modemmel és az Apple Pro egérrel érkezett indigó      vagy rubin      formátumban is elérhető volt 999 dollárért. Az iMac DV+ processzor sebessége 450 MHz-re nőtt, a merevlemez megduplázódott 20GB-ra, az ára viszont csökkent. Az iMac DV+ 64MB RAM-mal, 56Kb/s modemmel, az Apple Pro egérrel érkezett, és indigó     , rubin      vagy zsálya      színben 1299 dollárért kínálták. Az iMac DV SE (2000. nyár) processzor sebességét 500 MHz-re emelték, a merevlemez 30 GB-os lett és a grafit      színen kívül hó      színben is kapható volt.

#### iMac (Early 2001)

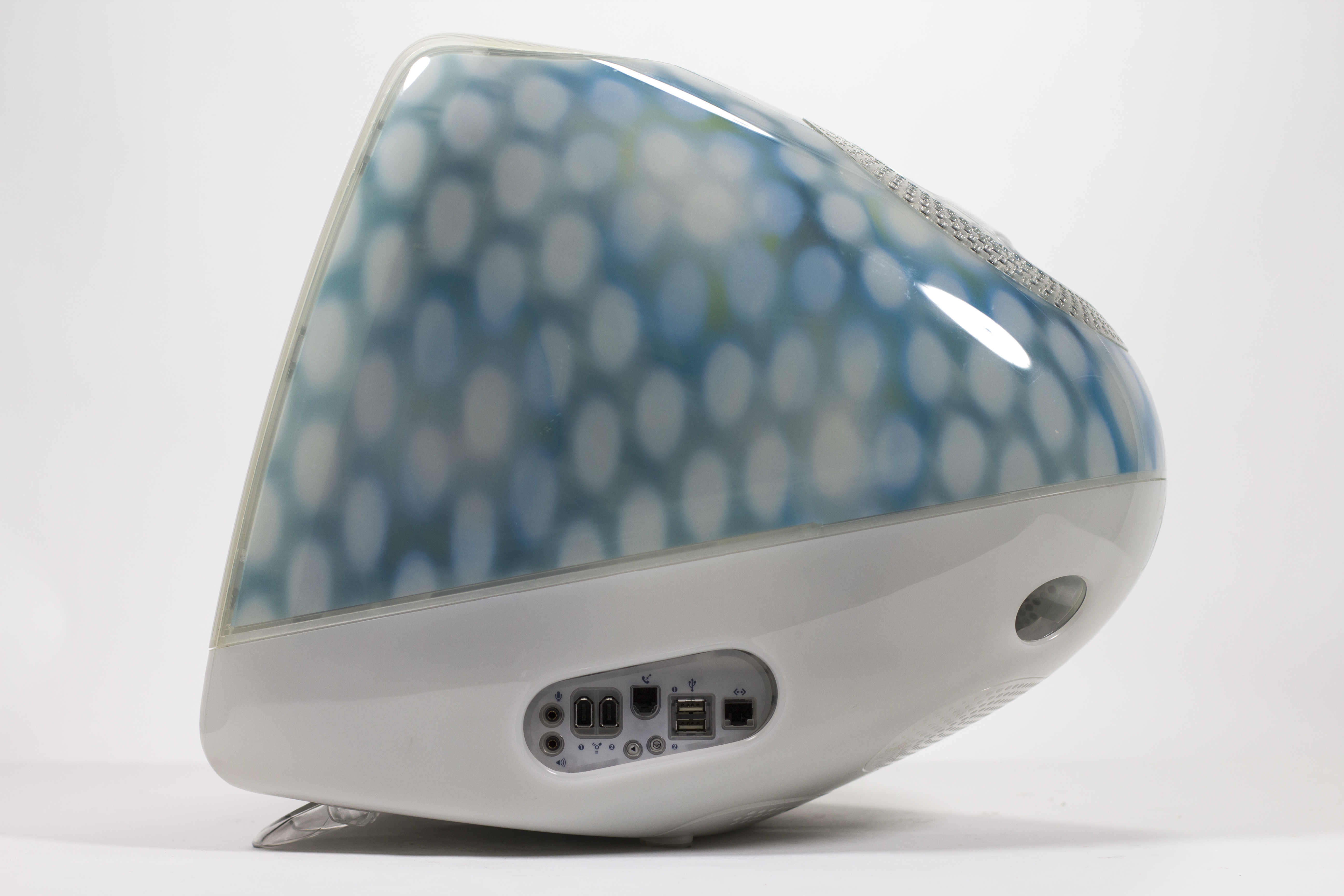
A Kék-dalmát iMac G3. A gép alján, középen látható csatlakozók: 16-bites 44,1kHz-es hang ki- és bemenet, 10/100-as Ethernet csatlakozó, 56Kb/s modem csatlakozó, két 12Mb/s USB, két 400Mb/s FireWire (összesen 8W), egy VGA kimenet, kikapcsoló gomb, és újra indító gomb.

A 2001 februárjában bejelentett iMac család minden tagja FireWire csatlakozóssá lett, utolsóként az Macintoshok között. Az Apple az egyszínű házak (grafit      és indigó     ) mellé két mintás házat mutatott be: a Kék dalmátot és a Flower Powert. A két mintát a házak anyagukban tartalmazták. A csúcskategóriás iMac CD-RW meghajtót, továbbfejlesztett 500 MHz-es PPC 750cx processzort, új grafikus chipet, 64MB RAM-ot, 20GB-os merevlemezt és 56Kb/s modemet tartalmazott, indigóban, Kék Dalmát és Flower Power színekben volt elérhető 1199 dollárért. 
Az alacsony kategóriájú iMac lényegében átnevezett iMac DV (2000. nyár) volt, árát 899  dollárra csökkent, 400 MHz-es processzor, 64MB RAM, 10GB-os merevlemez és 56Kb/s modem jellemezte, és csak indigó színben volt elérhető.

#### iMac (Summer 2001)
A 2001 júliusában bejelentett iMac kisebb változást jelentett a meglévő iMac vonalon, és visszalépést a színsémában: a felhasználók nem kedvelték a mintás házakat. Az iMac kezdetben három konfigurációban volt kapható. Az 500 MHz-es modell 128MB RAM-mal és 20GB-os merevlemezzel 999 dollárért került forgalomba indigó és hó színekben. A 600 MHz-es modell 256MB RAM-mal és 40GB-os merevlemezzel 1299 dollárba került, grafit és hó színekben lehetett megvásárolni. A 700 MHz-es modellt 256MB RAM-mal és 60GB-os merevlemezzel 1499 dollárért forgalmazták, szintén grafit és hó színekben. Később egy olcsó, 799 dolláros konfiguráció is kijött – 500 MHz, 64MB RAM, 20GB merevlemez, CD-ROM – indigó színben.

### iMac G4 (2002. január – 2004. július)

#### iMac (Flat Panel)
A képcsövet hivatalosan is halottnak nyilvánítjuk.

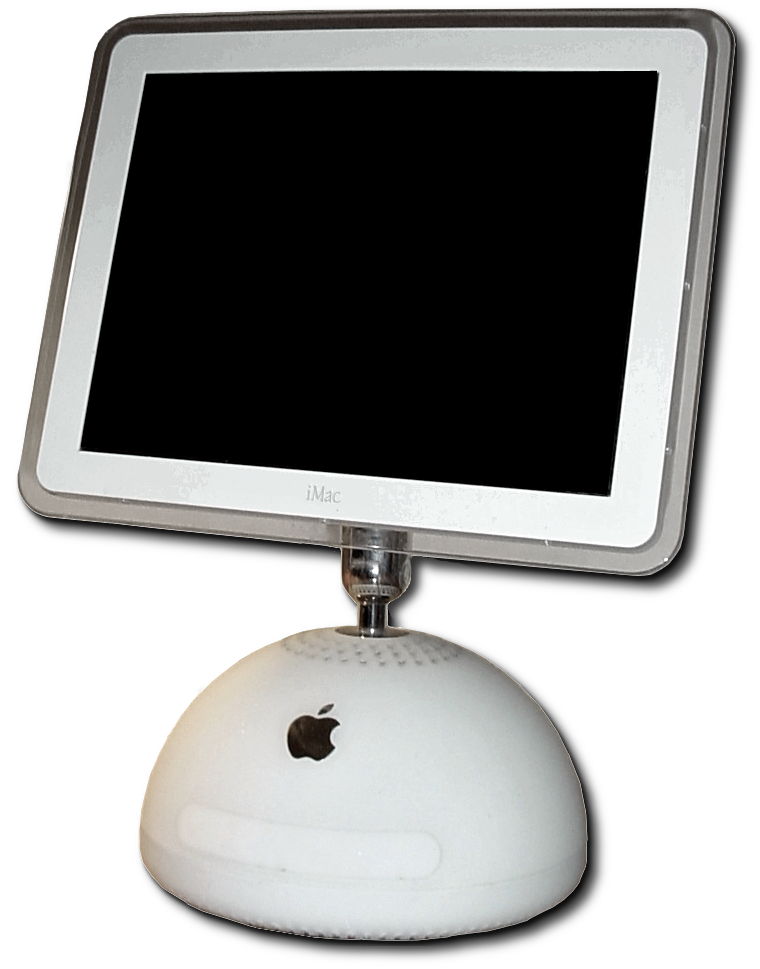
iMac G4. Hivatalosan a napraforgó nevet kapta, de sokan bólogatós-nak nevezték. Az elnevezés a bemutató reklámfilmje miatt kapta. A kijelző-tartó évtizedes használat után is jól működött, nem csuklott össze.

2002. január 28-án az Apple bemutatja a bólogatós iMacet. A színes, lekerekített hátú iMaceket váltó asztali gép egyedi dizájnja szintén Jony Ive alkotása. A gépet népszeresítő videóban egy asztali lámpához is hasonlítják. Az iMacre 150 000 előrendelés érkezik az Apple-höz három hét alatt.
A 15 hüvelykes LCD-képernyőre épülő iMac a PowerPC G4 processzort és a CD-RW/DVD-R Super Drive-ot is először kínálta tömegesen felhasználók számára. Az iMac egy teljesen új házat kapott, amelyet egy olyan képernyő ötlete köré építettek, amely könnyen forgatható és szöge változtatható. Az asztali lámpa kialakítást egy félgömb alakú, 270 milliméteres átmérőjű alap tetejére szerelték, amely a számítógép többi részét tartalmazta. A gépet két év alatt fejlesztették ki. Steve Jobs büszkén jelentette be az új iMac megjelenésekor, hogy "a CRT hivatalosan meghalt".
Az iMac (Flat Panel) három konfigurációban érkezett. A legolcsóbb modell (700 MHz G4, 128MB RAM, 40GB ATA-66 merevlemez, CD-RW) 1299 dollár volt. A drágább modell (700 MHz G4, 256 MB RAM-mal, 40GB merevlemez, CD-RW/DVD-ROM Combo meghajtó) ára 1499, a csúcs modell pedig (800 MHz G4, 256MB RAM, 60GB merevlemez, CD-RW/DVD-R SuperDrive) pedig 1799 dollár volt. A közép- és csúcskategóriás modellt Apple Pro hangszórókkal szállították.

Az LCD kijelzős iMacet New iMac néven vezették be. Az LCD azonban igen drágává tette az iMacet a korábbi színes G3 iMachez képest. Az Apple a számára kiemelten fontos oktatási piac számára ezért megalkotta az eMacet, korlátozott elérési lehetőséggel – és leállította az iMac G3 gyártását. Innentől az LCD-s iMac volt az iMac. Majd, amikor megjelenik az iMac G5, akkor visszamenőleg átnevezik iMac G4-re.
Lámpa, Luxo és hirdetés
Az Apple az iMac G4-et az asztali lámpa állíthatóságával hirdette – az iMac G3 monitorját csak az egész gép megemelésével lehetett magasabbra állítani, gyakran volt egy vagy két csomag A4 az iMac G3 alatt. Az iMac G4-en így maradt rajta az iLamp (iLámpa) becenév. A Apple társalapítójának, vezetőjének Steve Jobs másik vállalkozása, a Pixar első rajzfilmjének, a Luxo Jr.-nak egyik figurájához is nagyon hasonlított az első iMac G4. A gép egyik hirdetése azt mutatta, hogy egy üzlet kirakatában ülve reagál az utcán járókelő minden mozdulatára. A végén, amikor a férfi kinyújtja a nyelvét, az iMac válaszul kinyitja az optikai meghajtót. Az iMac G4-et szokás a Napraforgóként is emlegetni.
A márciusban Tokióban tartott Apple Expon jelentették be, hogy napi ötezer iMac G4-et értékesítenek, az első két hónapban 125 ezer darabot adtak el.

#### iMac G4 további verziók

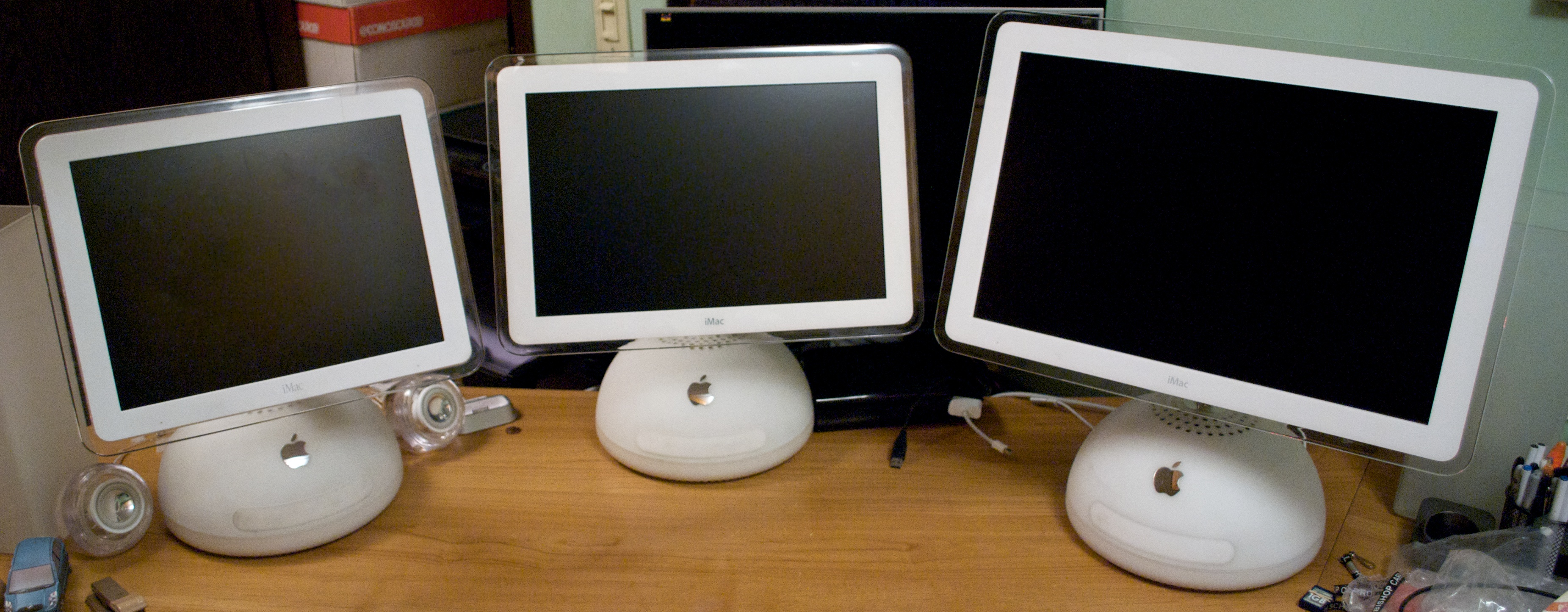
A 15, a 17 és a 20 inches iMac G4

A januárban bemutatott 15 inches modell testvérének, a 17 inchesnek a bemutatására 2002 júliusában került sor. A kijlező felbontása 1440x900 képpont volt.
A 2003. év elején megújul az iMac G4, a kijelző mérete marad 15 és 17 inch, de a gépek Bluetooth és Airport Extreme támogatást, DDR RAM-ot kapnak.
2003 szeptemberében ismét modellt frissít az Apple. Azon túl, hogy gyorsabb processzort kapnak, több memóriát és nagyobb merevlemezt, megjelenik a 20 inches modell is.

### iMac G5 (2004. augusztus – 2006. március)

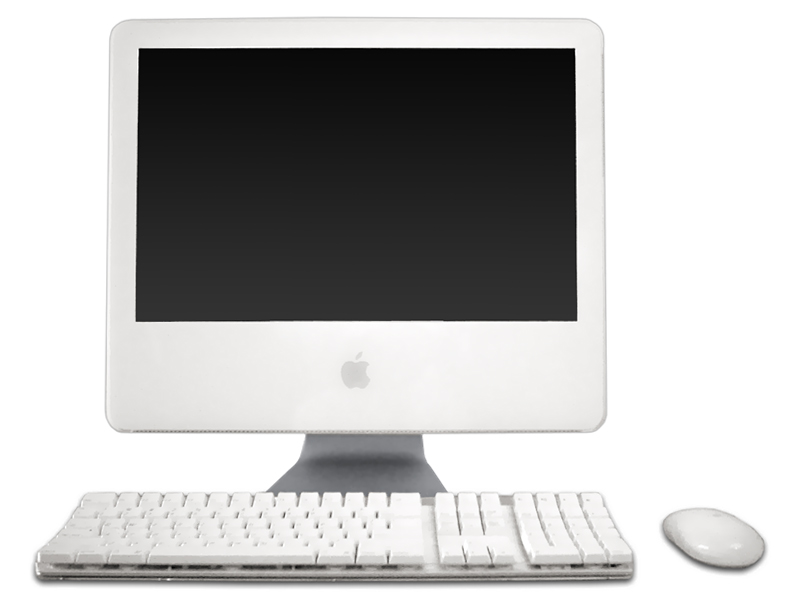
iMac G5 17". 8,4kg, 43x42,6x17.3cm. PowerPC 970fx (G5), 1,6GHz. 40GB merevlemez, 2GB RAM, wifi, Bluetooth, Ethernet, 3 USB, 2 FireWire, 1 mini-VGA.

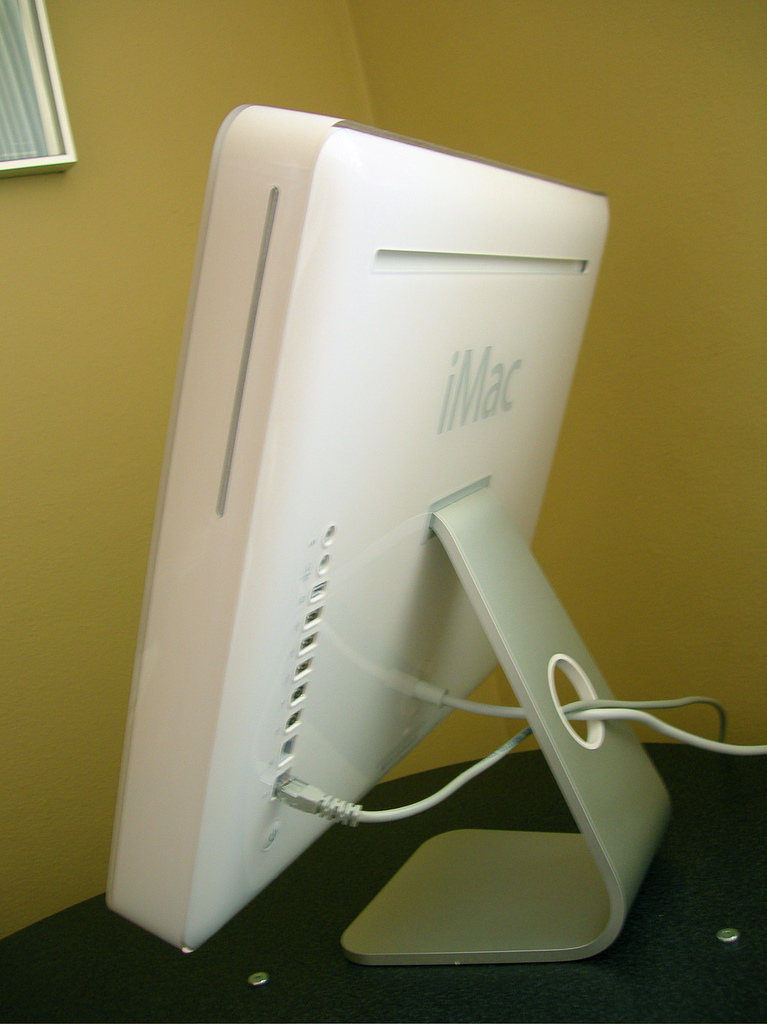
Az iMac G5 oldalról. A hátlapon láthatóak a portok (jobb kezesek előnyben), a portok alatt a bekapcsológomb. A fémtartó lyukján való kábel átvezetés az Apple javaslata. Az iMac oldalán levő rés a ComboDrive vagy SuperDrive nyílása, amit porfogó szöveg is védett.

A 2004. augusztus 31-én bemutatott iMac G5 dizájnja Jony Ive munkája. Ezzel a formával az iMac évtizedekre elnyeri formáját, amely persze többször is frissül, megújulva. A számítógép a kijelző mögé kerül, az alig öt centi vastag fehér műanyag házba való elhelyezése technikai bravúr volt. A kijelzőt-számítógépet stabil láb tartja, az első iMac G5 óta rendelhető az iMac láb nélkül, falra szerelhető tartóval. Az új formát az első időben több kritika érte, mert az iMac G4-hez képest a kijelző pozíciója nem volt módosítható, csak dönthető.
Az új iMac nevét az új PowerPC G5 processzortól nyerte, amely teljesítménye jelentősen meghaladta elődjét, már 64 bites volt, ez volt az első kereskedelmi forgalomba kerülő 64-bites processzorú számítógép. Az Apple a csúcs iMacbe rendszerint elsőként tette elérhetővé a számítógép technológiai fejlesztéseket. Az iMac G5 eredetileg három konfigurációban volt kapható:
- 17" LCD, 1,6 GHz, 80GB merevlemez, 256MB RAM, ComboDrive,[16] ár: 1299 dollár;
- 17" LCD, 1,8 GHz, 80GB merevlemez, 256MB RAM, SuperDrive,[16] ár: 1499 dollár;
- 20" LCD, 1,8 GHz, 160GB merevlemez, 256MB RAM, SuperDrive,[16] ár: 1899 dollár.

De hova tűnt a számítógép?
A fenti reklám-mondattal mutatkozott be az iMac G5. A 17 inches monitor mögé rejtett alaplap sok Windows felhasználót tévesztett meg, akik az asztal alatt keresték a számítógépet. Az iMac G5 az elemzők és szakértők elismerését is elnyerte.
Első frissítés – wifi és Bluetooth
Az iMac G5 első frissítése 2005. májusában történt meg. A sebesség és a funkciók terén szerény javulást jelentett az eredeti iMac G5-hez képest, viszont az Airport Extreme (wifi) és a Bluetooth mostantól minden modellben alapfelszereltség lett. Három konfigurációban volt elérhető:
- 17" LCD, 1,8 GHz, 160GB merevlemez, ComboDrive,[16] 1299 dollár;
- 17" LCD, 2,0 GHz, 160GB merevlemez, SuperDrive,[16] 1499 dollár;
- 20" LCD, 2,0 GHz, 250GB merevlemez, SuperDrive,[16] 1799 dollár.

Második frissítés – iSight
A 2005. októberében bejelentett iMac (iSight) volt az első Mac, amely integrált iSight kamerát tartalmazott. A vékonyabb és könnyebb tok mellett az iMac gyorsabb processzort, busz- és memóriasebességet, valamint gyorsabb grafikus chipkészletet tartalmazott. Távirányítóval volt vezérelhető az Apple új Front Row szoftvere (is), amely lehetővé tette, hogy az iMac otthoni médiaközpontként működjön. Lejátszhatók voltak a videók, hallgathatók a zenék és megtekinthetők a fényképek. Az iMac két konfigurációja:
- 17" LCD, 1,9 GHz, 160GB merevlemez, SuperDrive,[16] 1299 dollár;
- 20" LCD, 2,1 GHz, 250GB merevlemez, SuperDrive,[16] 1699 dollár.

### iMac Intel (2006. január – 2007. augusztus)
A 2006 januárjában tartott MacWorld megnyitó előadásában Steve Jobs, az Apple alapítója és első embere bejelentette, hogy az Apple el fogja hagyni az Apple-IBM-Motorola közös fejlesztésű PowerPC processzor-családját és az Intel chipjeire vált. A megelőző években az Apple számos reklámja gúnyolta ki az Intelt lassúsága (csiga) és melegedése (tűzoltó) miatt. A bemutató elején tett bejelentés sokkolta a jelenlevőket. Jobs ezt követően vagy negyven percen át magyarázta, mit ad majd az Intelre váltás. Majd lazán bejelentette:
Az az iMac, amelyet ma használtam a bemutatók során, Intel Core Duo-s.
A bemutató végén, a legendássá vált One more thing után mutatták be a szintén Inteles MacBook Pro-t.
Az Intelre váltás megkövetelte egy átmeneti időszakot, amíg a PowerPC-re írt alkalmazások Inteles Macen is futtathatóak. Ezt az Apple a Rosetta alkalmazással oldotta meg. Az említett MacWorldön a Microsoft Macintosh Business Unit (MBU) vezetője, Roz Ho-t is színpadra hívta Jobs, aki elmondta, a Microsoft Inteles Macre újraírja az Office, Messenger és Entourage alkalmazásokat. Az Apple után a második legtöbb Maces szoftverfejlesztő az MBU-nál dolgozott akkoriban. A bemutató végén az Adobe Photoshop alkalmazást is futtatták a Dual Core-os iMacen.
- 17", 1,83 GHz CD, 160GB merevlemez, SuperDrive,[16] 1299 dollár;
- 20", 2,0 GHz CD, 250GB merevlemez, SuperDrive,[16] 1699 dollár.

Nyár közepén oktatási verzió jelzővel olcsóbb, több konfigurációs lehetőséget kínáló 17 inches iMacet mutatott be az Apple, amely a januári modellre épült.
Core 2 Duo
2006 szeptemberében az iMac Core 2 Duo (C2D) processzorossá lett, minden modellbe bekerült az iSight (web) kamera. És megjelent az első 24 inces kijelzőjű iMac (16:10-es oldalaránynál 1920x1200 képpont, 4:3-as oldalaránynál 1600x1200 képpont felbontás). Négy alapkonfigurációt, mindegyiket SuperDrive-val kínált az Apple, a leggyengébbet az oktatási piac számára:
- 17", 1,83 GHz C2D, Intel GMA 950 grafikus kártya, 256MB RAM, 160GB merevlemez, 999 dollár.
- 17", 2,0 GHz C2D, ATI Radeon X1600 grafikus kártya, 160GB merevlemez, 1GB RAM-ot, Bluetooth, Apple Remote távirányító, 1199 dollár;
- 20", 2,16 GHz C2D, ATI Radeon X1600 grafikus kártya, 1GB RAM-ot, 250GB merevlemez, Bluetooth, Apple Remote távirányító, 1499 dollár;
- 24", 2,16 GHz C2D, NVIDIA GeForce 7300GT grafikus kártya, 1GB RAM-ot, 250GB merevlemez, Bluetooth, Apple Remote távirányító, 1999 dollár.[40]

### iMac alumínium (2007. augusztus – 2009. március)

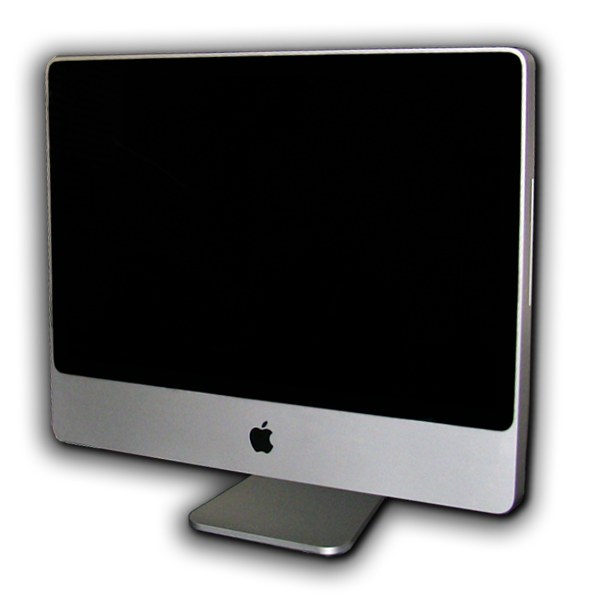
iMac 2007-ben, alumínium és üveg. A ház jobb oldalán látható a SuperDrive rése.

Alumínium és üveg. A 2007 augusztusában bemutatott iMac évtizedekre meghatározta az iMac külalakját, elnyerte az ismert alumínium külsejét – a dizájn ismét Jony Ive munkája volt. A géphez tartozó billentyűzet is alumínium alapú lett. A megjelenés – az alumínium és üveg dominanciája – visszaköszönt az év elején bemutatott iPhone-éról. Az iMac három verzióban volt elérhető, de mód volt bővítésre is:
- 20", 2,0 GHz, 1GB RAM, 250GB HDD, 128MB VRAM, SuperDrive,[16] 1199 dollár;
- 20", 2,4 GHz, 1GB RAM, 320GB HDD, 256MB VRAM, SuperDrive,[16] 1499 dollár;
- 24", 2,4 GHz, 1GB RAM, 320GB HDD, 256MB VRAM, SuperDrive,[16] 1799 dollár[43]

A 2008 áprilisában frissül az iMac család. Három konfigurációban szállították:
- 20", 2,4 GHz, 1GB RAM, 250GB HDD, 128MB VRAM, SuperDrive,[16] 1199 dollár;
- 20", 2,6 GHz, 2GB RAM, 320GB HDD, 256MB VRAM, SuperDrive,[16] 1499 dollár;
- 24", 2,8 GHz, 2GB RAM, 320GB HDD, 256MB VRAM, SuperDrive,[16] 1799 dollár;

A 2009 márciusában ismét frissült az iMac. A gyorsabb, erősebb iMacek Mini DisplayPortot is kínáltak második kijelző csatlakoztatásához. Négy modellt is kiadott az Apple, mind bővíthető volt:
- 20", 2,66 GHz, 2GB RAM, 320GB HDD, 256MB VRAM, 1199 dollár;
- 24", 2,66 GHz, 4GB RAM, 640GB HDD, 256MB VRAM, 1499 dollár;
- 24", 2,93 GHz, 4GB RAM, 640GB HDD, 256MB VRAM, 1799 dollár;
- 24", 3,06 GHz, 4GB RAM, 1TB HDD, 512MB VRAM, 2 199 dollár;

### iMac Unibody (2009. október – 2012. október)
Az Unibody megnevezés arra utal, hogy az iMac házát egyetlen alumínium tömbből készítik, így  nincsenek illesztések. 
A 2009 októberében bemutatott új iMac a leggyorsabb (3,06 GHz) Intel Core 2 Duo processzorral, vagy Core i5 és i7 négymagos processzororral érkezett. Minden új iMacet vezeték nélküli billentyűzettel és a vadonatúj vezeték nélküli Magic Mouse-zal szállítottak. A Magic Mouse felülete hasonló az iPhone-éhoz, érintés érzékeny. Így akár öt ujjas műveletek érzékelésére is alkalmas. A kibocsátás iMacjei:
- 21,5", 3,06 GHz, 4GB RAM, 500GB HDD, 256MB megosztott VRAM, 1199 dollár;
- 21,5", 3,06 GHz, 4GB RAM, 1TB HDD, 256MB VRAM 1499 dollár;
- 27", 3,06 GHz, 4GB RAM, 1TB HDD, 256MB VRAM, 1699 dollár;
- 27", 2,6 GHz Core i5, 4GB RAM, 1TB HDD, 512MB VRAM, 1999 dollár.[47]

A 27 inches Magyarországon hiánycikknek számított karácsony előtt.
A  menetrendszerűvé váló frissítés 2010 júliusában történt meg.
- 21,5", 3,06 GHz i3, 4GB RAM, 500GB HDD, 256 VRAM, 1199 dollár;
- 21,5", 3,2 GHz i3, 4GB RAM, 1TB HDD, 512MB VRAM 1499 dollár;
- 27", 3,2 GHz i3, 4GB RAM, 1TB HDD, 512MB VRAM, 1699 dollár;
- 27", 2,8 GHz i5, 4GB RAM, 1TB HDD, 1GB VRAM, 1999 dollár.[50]

A második frissítés időpontja 2011. május volt. Az iMacek képessége Thunderbolt porttal bővült. 
- 21,5", 2,5 GHz, 4GB RAM, 500GB HDD, 512 VRAM, 1199 dollár;,
- 21,5", 2,7 GHz, 4GB RAM, 1TB HDD, 512MB VRAM, 1499 dollár;
- 27", 2,7 GHz, 4GB RAM, 1TB HDD, 512MB VRAM, 1699 dollár;
- 27", 3,1 GHz, 4GB RAM, 1TB HDD, 1GB VRAM, 1999 dollár.[51]

### iMac Slim Unibody (2012. október – 2015. október)
2012 októberében új iMac modellt mutattak be. Ennek teste – kijelző és mögötte a számítógép – még vékonyabb lett, a szélein a kijelzőhöz simuló, itt a vastagsága öt milliméter volt. A 21,5 és a 27 inches kijelzők felbontása nem változott: 1920x1080, illetve 2560x1440. Az Apple frissítette a számítógépek processzorait is, az Intel Ivy Bridge mikroarchitektúra-alapú Core i5 és Core i7 használatával. A videokártyák az Nvidia technológiát használják. Először látják el az iMacet USB 3.0 porttal. A 2012-es iMacet Fusion Drive tárhellyel is kínálták.
2013. március 5-én az Apple bemutatta a 21,5 inches iMac oktatási intézményeknek szóló frissített változatát.
2013. szeptember 24-én a 2012-es iMac modellt frissítették a 4. generációs Intel Haswell processzorokkal és az Nvidia 7xx sorozatú grafikus processzorral. Az iMac 802.11ac tudású Wi-Fi-vel is rendelkezett.
2014. június 18-án az Apple bemutatta az új, belépő szintű 21,5" iMacjét.

### iMac Retina
2014. október 16-án jelentették be a 27"-es iMac új verzióját, amellyel bemutatkozott a Retina kijelző. A Retina jelző az Apple-nél a nagy felbontást jelenti. A 27 inches Retina 5K kijelzője 5120x2880 képpont felbontású. Az iMacet 2015. május 19-én lehetett megvásárolni. Az iMacet 3,3 GHz-es négymagos Intel Core i5 processzor hajtotta, a grafikus kártya AMD Radeon R9 M290 volt.
2015. október 13-án az Apple bemutatta a 21,5 hüvelykes iMac Retina 4K verzióját (4096x2304 képpont felbontás). Az Apple egy ideig Retinás és nem Retinás iMac 21 inches számítógépet is forgalmazott.
A 2017. június 5-i fejlesztői konferenciája (WWDC) kapcsán ismét frissül az iMac, a processzor az Intel Kaby Lake családból való, az iMac Thunderbolt 3 és Bluetooth 4.2 képességűvé lett. A processzor frissítés ellenére nagyjából ettől az időszaktól kezdve romlott meg az Apple és az Intel kapcsolata. A chip-gyártó nem volt képes az Apple elvárásainak megfelelő – nagyobb teljesítmény, kisebb hőleadás – processzorokat tervezni, gyártani és szállítani.
iMac Pro
Az iMac Pro-t 2017. június 5-én mutatták be a WWDC-n, és 2017 decemberétől szállították. Az Apple a valaha gyártott legerősebb Mac-ként mutatta be, és ez igaz is volt. Az iMac Pro megjelenésében a 2012-ben bemutatott 27 hüvelykes iMacre hasonlított, de sötétebb "űr-szürke" (spacegray     ) színt kapott. Az iMac fehér tartozékaival ellentétben az iMac Pro fekete billentyűzetet, numerikus billentyűzetet, egeret és/vagy trackpadet kapott. Ára 4 999 dollár volt, így az iMac Pro lett a legdrágább iMac. Nyolc, 10, 14 vagy 18 magos Intel Xeon processzort, Retina 5K kijelzőt, AMD Vega grafikát kínált. Az iMac Pro volt az első modell, amelyet az Apple T2 társprocesszorával szereltek. A T2 chip az adatbiztonságért, titkosításért felelős.
2021. március 5-én az Apple megszüntette az iMac Pro gyártását, és  a készlet erejéig folytatja az értékesítést. Az iMac Pro az Apple részéről sikertelen kísérlet volt, a nagyon drága iMac Pro ugyan felmutatta a kívánt teljesítményt, de az ár-érték aránya az Apple-hívők számára is meghaladta az elfogadható szintet. Az iMac Pro kudarca valószínűleg tovább erősítette az Apple döntését az Intel chipjeinek elhagyásáról.
iMac Intel végjáték
2019 márciusában az Apple frissítette az iMac-et a 9. generációs Intel Core i9 processzorokkal és a Radeon Vega grafikus kártyával. Az iMac először kapott 6 vagy 8 magos Intel processzort. A gép külseje ugyanaz maradt, mint az előző modell.
2020. augusztus 4-én az Apple frissítette a 27 hüvelykes iMacet Comet Lake processzorral, AMD RDNA architektúrájú grafikus processzorral, saját T2 biztonsági chipjével, 1080p FaceTime kamerával, Bluetooth 5-tel. Ez volt az utolsó frissítés, ahol még a legkisebb iMac merevlemezzel volt rendelhető, az Apple az iMacet SSD-vel szállította.

### iMac Apple Silicon
2021. április 20-án jelentették be, hogy az iMac is (a MacBook Air és a Mac mini után) az Apple chipjére vált. Az Apple M1  chipet nyolc magos processzor – négy mag teljesítmény, négy másik pedig fogyasztás optimalizált –, hét magos GPU (grafikai processzor) és 16 magos Neural Engine alkotja. A tesztadatok szerint a korábbi iMachez képest 40-70 százalékos teljesítmény-növekedés várható. A 24 inches kijelző 4 480x2 520 képpontos felbontású, ezt az Apple 4.5K-s Retina kijelzőnek nevezi. A legkisebb iMacen két Thunderbolt (USB-4) kapuval, a nagyobb további két USB-3 kapuval szerelt. Az iMac 802.11ax Wi‑Fi 6 és Bluetooth 5.0 vezeték-nélküli kapcsolódási lehetőséget kínál.
Az iMac házát is újratervezték, a lekerekített hátú (unibody) dizájnt megelőzőhöz hasonlatos lett, 11,5 milliméter vastag. Ennél látványosabb újdonság, hogy hét színben kapható: kék     , zöld     , rózsaszín     , ezüst     , sárga     , narancs      és lila     .
- iMac 24", M1 (8 CPU / 7 GPU) 256GB SSD, 8GB RAM, két USB 4, 1299 dollár;
- iMac 24", M1 (8 CPU / 8 GPU) 256GB SSD, 8GB RAM, két USB 4, két USB 3, Gigabit Ethernet, 1499 dollár;
- iMac 24", M1 (8 CPU / 8 GPU) 512GB SSD, 8GB RAM, két USB 4, két USB 3, Gigabit Ethernet, 1699 dollár;

2023. október 30-án az Apple frissítette a 14 inches iMac sorozatát, a gép megkapta az Apple szintén ezen a napon bemutatott M3 processzorát.
- iMac 24", M3 (8 CPU / 8 GPU) 256GB SSD, 8GB RAM, két USB 4, 1299 dollár; csak                     színekben
- iMac 24", M3 (8 CPU / 10 GPU) 256GB SSD, 8GB RAM, két USB 4, két USB 3, Gigabit Ethernet, 1499 dollár;
- iMac 24", M3 (8 CPU / 10 GPU) 512GB SSD, 8GB RAM, két USB 4, két USB 3, Gigabit Ethernet, 1699 dollár;